# Hadronyche levittgreggae
Espèce
Hadronyche levittgreggae est une espèce d'araignées mygalomorphes de la famille des Atracidae.

## Distribution
Cette espèce est endémique de Nouvelle-Galles du Sud en Australie. Elle se rencontre dans les environs du Hawkesbury.

## Description
La carapace du mâle holotype mesure 8,94 mm de long sur 8,61 mm et l'abdomen 8,85 mm de long sur 6,97 mm et la carapace de la femelle paratype mesure 10,80 mm de long sur 9,28 mm et l'abdomen 11,42 mm de long sur 8,74 mm.

## Étymologie
Cette espèce est nommée en l'honneur de Vera Levitt-Gregg.

## Publication originale
- Gray, 2010 : A revision of the Australian funnel-web spiders (Hexathelidae: Atracinae). Records of the Australian Museum, vol. 62, p. 285-392 (texte intégral).